# محمد أمين الأميني
الشيخ محمد أمين الأميني بن محمد جواد بن الشيخ هادي بن الشيخ أمين الشیرازي. ولد يوم الأحد 16 شعبان المعظم 1382هـ ق (الموافق ل1963/1/13) في كربلاء المقدسة.

## دراسته وتدرجه العلمي
بدأ الدروس الحوزوية بمدينة قم، فأخذ المقدمات عند الشيخ محمد علي المدرس الأفغاني (جامع المقدمات، السيوطي) و السيد جواد الطالقاني (الباب الأول من مغني اللبيب) و..، والسيد محسن الموسوي الكَركَاني (الباب الرابع من المغني، ومختصر المعاني، والقسم الأخير من حاشية ملا عبد الله في المنطق)، والشيخ رحمت الله الفشاركي (في البيان من المطول)، و السيد رضا الخسروشاهي (في المعالم والمجلد الأول من أصول الفقه للمظفر) والصالحي الأفغاني (في المجلد الثاني من أصول الفقه للمظفر)، والشيخ الوراميني (في المنطق للمظفر)، و استفاد في من دروس الشيخ حسين شب زنده دار (في اللمعة)، و الشيخ حسين الراستي الكاشاني (في القوانين)، و الشيخ علي بناه الإشتهاردي (في اللمعة، والمكاسب المحرمة، وباب الحادي عشر، وكتاب منية المريد)، والشیخ المحامي الخراساني (في أبواب عديدة من اللمعة) و الشيخ الوجداني فخر (في اللمعة كتاب الإرث)، و الشيخ أحمد الباياني (في البيع والخيارات من المكاسب)، و الشيخ مصطفى الاعتمادي (في الرسائل)، والشيخ محمد تقي ستوده والشيخ الكنجي (في المجلد الأول من الكفاية)، و السيد رسول الموسوي الطهراني (في الرسائل والمجلد الثاني من الكفاية)، و حضر في المباحث القرآنية عند الشيخ جواد الكربلائي و فی مباحث تفسير القرآن الكريم عند الشيخ عبد الله الجوادي الآملي، و في علوم القرآن عند الشيخ محمد هادي المعرفة، كما أنه شارك في أبحاث الكلامية لدى الشيخ محمد تقي المصباح اليزدي و الشيخ ناصر مكارم الشيرازي، و في مجال الهيئة و الفلك تلمذ لدى الشيخ حسن حسن زاده الآملي، كما أنه حضر دروس الشيخ جعفر السبحاني في مجال ( الرجال) و (الملل و النحل)، و في الفلسفة حضر أبحاث السيد محسن الموسوي الكَركَاني في (شرح المنظومة)، وفي مجال التربية والأخلاق تأثر بالسلوك الفعلي والقولي لجده الشيخ محمد رضا الطبسي النجفي، كما أنه حضر الأبحاث الأخلاقية والمعارف لدى الشيخ ميرزا علي المشكيني، و السيد رضا البهاء الديني والشیخ حسین شب زنده دار وغيرهم.

## أساتذته في مرحلة الخارج
حضر في درس الخارج في (الأصول) عند الشيخ حسين الوحيد الخراساني (14 سنة) و السيد أبوالقاسم الكوكبي(سنة) ، و في (الفقه) عند الشيخ ميرزا جواد التبريزي (8 سنوات في أبحاث الطهارة و الصلاة و الخمس و الأنفال)، و السيد ابوالقاسم الكوكبي (6 سنوات في الحج)، و الشيخ محمد الفاضل اللنكراني (سنتان في الحج) و الشيخ حسين الوحيد الخراساني (سنة في البيع) و (سنة في الاجتهاد و التقليد), و الشيخ محمد تقي البهجة (في بحث زكاة الفطرة وبعض أبحاث الحج)، و السيد صادق الحسيني الروحاني (ثلاث سنوات في الطهارة و قاعدة لا ضرر والإجارة).

## تدريسه
باشر في التدريس إلى مرحلة السطوح العليا في الحوزات العلمية بقم و السيدة زينب (ع) بسورية. فدرس المقدمات وشرح اللمعة والمكاسب وأصول الفقه والمباحث التفسيرية والرجال المقارن والمباحث الكلامية والمسائل الخلافية في الفقه والتاريخ.

## مشايخ إجازاته
له الإجازة في الرواية من: جده الشيخ محمد رضا الطبسي النجفي و هو أول من أجازه، والسيد شهاب الدين المرعشي النجفي، و السيد مصطفى الصفائي الخوانساري، و السيد أبو القاسم الموسوي الكوكبي، و السيد محمد الحسيني الهمداني (صهر الميرزا النائيني) صاحب تفسير أنوار درخشان، و الشيخ موسى شرارة العاملي مفتي بعلبك و الهرمل، والسيد محمد سعيد الطباطبائي الحكيم، والسید محمد مهدی الخرسان، و السيد محمد رضا الحسيني الجلالي، و استجاز منه الشيخ موسى شرارة العاملي، و الإجازة بينهما مدبجة. و أجازه للتصدي في الأمور الحسبية كل من المراجع العظام: الشيخ محمد علي الأراكي، و الشيخ محمد تقي بهجة الفومني، و الشيخ محمد الفاضل اللنكراني، و السيد علي الحسيني الخامنئي, و السيد أبو القاسم الموسوي الكوكبي، و الشيخ لطف الله الصافي الكلبايكاني، و الشيخ ناصر مكارم الشيرازي، و الشيخ حسين النوري الهمداني.

## مؤلفاته
له من الكتب و المقالات:
- الأيام الشامية من عمر النهضة الحسينية (طبع في بيروت).
- بقيع الغرقد في دراسة شاملة (طبع بإيران).
- صلاة التراويح (طبع بإيران).
- دور الزمان و المكان على ضوء السنة والسيرة (مطبوع)،
- الإمام جعفر الصادق رمز الحضارة الإسلامية (طبع بقم و بيروت).
- الحياة الخالدة في الجهاد و الشهادة (قيد الطبع)،
- تحقيق مقتل الإمام الحسين (ع) (لجده الشيخ الطبسي النجفي،طبع المجلد الأول منه في قم وبيروت).
- المروي من کتاب علي(ع) (طبع بقم وبیروت).
- بعد مقتل الإمام الحسين (ع) (مخطوط).
- فقه المسائل الخلافية (مخطوط).
- بحوث في زكاة الفطرة (مخطوط).
- معجم أحاديث الإمام المهدي(ع) (بالاشتراك مع عدة من المحققين).
- الإسلام دين الحياة.
- محمد(ص) خاتم المرسلين (طبع هاتين الكراستين الأخيرتين باللغتين العربية والألمانية).
- بحوث في التفسير الموضوعي(مخطوط).
- بحوث في علم الرجال المقارن(غير مطبوع).
- وشارك في تأليف موسوعة مع الركب الحسيني من المدينة إلى المدينة، حيث حاز كتابه -وهو المجلد السادس من الموسوعة- الجائزة في مؤتمر (كتاب سال ولايت) في إيران.

و له في اللغة الفارسية:
- از جهاد تا شهادت در قرآن و روايت (طبع 11 مرة).
- أربعين حسيني (طبع بقم).
- جلوه هاى ولايت در تفسير كشف الأسرار ميبدى (طبع في مجموعة مقالات).
- ضيافت ابرار (سيره معصومان در ماه رمضان) (مطبوع).
- حجر إسماعيل (طبع بقم ثلاث مرات).
- فقه در عرصه زندگي(مطبوع).
- جانبازی وخطر آفتها (مطبوع).
- حاجتها ووسيله ها (مطبوع).
- أسرار ومعارف حج(مطبوع).
- خورشيد كربلا.
- فاطمه زهرا (قيد الطبع).

## وفي مجال التبليغ
قام بعدة جولات تبليغية في العالم مثل: سورية، لبنان، ألمانيا، كولومبيا، الشارقة و مناطق عديدة في إيران، و ألقى عشرات الدروس والمحاضرات في مواضيع مختلفة في اللغتين العربية و الفارسية، كما أنه حضر بعض المؤتمرات العلمية و قدم لها مقالات مثل مؤتمر: دور الزمان و المكان في الاجتهاد، و مؤتمر رشيد الدين الميبدي، و شارك في أبحاث عديدة في القنوات الفضائية الدينية.